# 카네코 켄
카네코 켄(金子賢, 김자현, 1976년 10월 19일~)은 대한민국의 배우이다. 재일 한국인이며, 신주쿠구에서 태어났다.

## 방송
- 리더스
- 쿠로코치
- 카스텔라
- 고쿠센 2
- 크리스마스 따위 정말 싫어!

## 영화
- 무한의 주인 (2017년) - 시도 히시야스 역
- 쿠로코치 (2013년)
- 카스텔라 (2013년)
- 스트로베리 나이트 극장판 (2013년) - 가와카미 요시노리 역
- 고쿠센 - 더 무비 (2009년) - 아사쿠라 테츠 역
- 기나긴 살인 (2008년)
- 고쿠센 3 (2008년)
- 비잔 (2007년) - 요시노 사부로 역
- 파견의 품격 - 만능사원 오오마에 (2007년)
- 세렌딥의 기적 (2007년)
- 가면 라이더 - 더 퍼스트 (2005년)
- 고쿠센 2 (2005년)
- 크리스마스 따위 정말 싫어! (2004년) - 키하라 켄스케 역
- 도쿄 이야기 (2002년) - 히라야마 케이조 역
- 고쿠센 (2002년)
- 상처투성이의 러브송 (2001년) - 에자키 마사히코 역
- 비밀 (1999년) - 카지카와 후미야 역
- 낚시 바보 일지 10 (1998년) - 토미타 마츠고로 역
- 스킵 (1996년)
- 소년탐정 김전일 - TV시리즈 2 (1996년)
- 키즈 리턴 (1996년)